# Пейсак, Зигмунт
Зигмунт Пейсак (пол. Zygmunt Pejsak; родился 17 апреля 1948, Тарновске-Гуры) — польский ветеринар, профессор ветеринарных наук, доцент, специализируется на эпидемиологии болезней свиней, почётный доктор Люблинского природоведческого университета с 2004 года и Вроцлавского природоведческого университета с 2015 года, почётный гражданин Тарновске-Гуры с 2011 года.
36 лет был заведующим отделения болезней свиней Национального ветеринарного института в Пулаве, член президиума Научного ветеринарного комитета Польской академии наук, член Польского общества ветеринарных наук, руководитель специализированной зоо-ветеринарной группы по болезням свиней. Провёл многочисленные исследования по применению методов молекулярной биологии в диагностике инфекционных заболеваний свиней. Кроме того, создатель и пропагандист одной из крупнейших конференций Польши в области свиноводства и здоровья свиней, которая проходит каждый год в июне в г. Пулавы. Автор многочисленных публикаций в польских и зарубежных научных журналах и учебника «Болезни свиней».

## Биография
Выпускник 2-й средней школы им. Станислава Сташича в Тарновске-Гуры (1966) и Высшей сельскохозяйственной школы во Вроцлаве (1972). Степень доктора ветеринарных наук получил в 1977 году во Вроцлавском сельскохозяйственном университете, хабилитированную докторскую степень в 1985 году в Национальном ветеринарном институте в городе Пулавы и звание профессора (полного профессора) в 1990 году. Руководил 13 кандидатами наук, был руководителем 5 и рецензентом 10 абилитаций..
После защиты докторской степени отправился в США на научную стажировку у проф. Уильяма П. Свитцера (Университет Айовы), первооткрывателя этиологических факторов дизентерии свиней и инфекционного атрофического ринита. В 1980 году Пейсак начал работать в Ветеринарном институте в городе Пулавы, а в 1982–2018 годах был заведующим отделением болезней свиней. Занимал многочисленные должности, в том числе: председатель Учёного совета Государственного ветеринарного института (2003–2006, 2011–2018; заместитель председателя в 1999–2003 годах), член Центральной комиссии по присвоению учёных званий и ученых степеней (с 1997 года), председатель группы специалистов по оценке научно-исследовательских заявок в группе ветеринарных наук КБН (неоднократно), председатель санитарно-эпизоотического совета при главном ветеринарном инспекторе, руководитель национальной медико-ветеринарной специализации по болезням свиней. Эксперт ФАО – Продовольственная и сельскохозяйственная организация Объединенных Наций. Вышел на пенсию в 2018 году.
Провёл многочисленные исследования по использованию методов молекулярной биологии в диагностике инфекционных болезней свиней, выполнил множество национальных и международных исследовательских проектов, сотрудничая с учёными со всего мира. Был организатором многих международных научных конференций в области гиопатологии, а также создателем и пропагандистом крупнейшей конференции в Польше в области здоровья свиней, ежегодно организуемой в Пулавах. Создал школу польских учёных, занимающихся охраной здоровья свиней, хорошо известную в сельскохозяйственно развитых странах мира. Разработал многочисленные вакцины и препараты, используемые против болезней свиней в Польше и за рубежом, например: Suibicol, KARNO-pig, Aptovac.
Автор более 700 публикаций в польских и зарубежных научных журналах и 8 учебников, в том числе: «Болезни свиней» (Choroby świń; 2002), «Охрана здоровья свиней» (Ochrona zdrowia świń; 2007), «Африканская чума свиней» (Afrykański pomór świń; 2016). Член редакционных комитетов многих научных журналов.
Член Президиума Комитета ветеринарных наук Польской академии наук (с 1999), член Президиум Второго отделения биологических и сельскохозяйственных наук Польской академии наук (2011—2014). Президент Польского общества ветеринарных наук (2003—2005, 2007—2010; вице-президент 2000—2003, 2005—2007).

## Награды и звания
- 1998 — член-корреспондент Польской академии наук
- 2003 — Рыцарский крест Ордена Возрождения Польши
- 2010 — действительный член Польской академии наук
- 2014 — Медаль имени Михала Очаповского (награда ПАН)
- 2015 — Офицерский крест Ордена Возрождения Польши

Также был награждён почётной медалью «Bene de Veterinaria Meritum» Национальной палаты ветеринарной медицины.